# Baulu
Der Baulu (portugiesisch Rio Baulu) ist ein osttimoresischer Fluss im Verwaltungsamt Maubara (Gemeinde Liquiçá). Wie die meisten kleineren Flüsse im Norden Timors, fällt auch der Baulu außerhalb der Regenzeit trocken.

## Verlauf
Der Fluss entspringt im Grenzgebiet zwischen den Sucos Gugleur und Vatuboro. Er folgt der Grenze nach Norden. Von Osten her mündet der in Gugleur entspringende Paroho in den Baulu, bevor er schließlich beim Dorf Dair in die Sawusee mündet.